# Вайз (Вірджинія)
Вайз (англ. Wise) — місто (англ. town) в США, в окрузі Вайз штату Вірджинія. Населення — 2971 особа (2020).

## Географія
Вайз розташований за координатами 36°58′36″ пн. ш. 82°34′50″ зх. д. / 36.97667° пн. ш. 82.58056° зх. д. (36.976692, -82.580655). За даними Бюро перепису населення США в 2010 році місто мало площу 7,93 км², з яких 7,90 км² — суходіл та 0,03 км² — водойми.

### Клімат
| Клімат : Вайз           | Клімат : Вайз | Клімат : Вайз | Клімат : Вайз | Клімат : Вайз | Клімат : Вайз | Клімат : Вайз | Клімат : Вайз | Клімат : Вайз | Клімат : Вайз | Клімат : Вайз | Клімат : Вайз | Клімат : Вайз | Клімат : Вайз |
| Показник                | Січ.          | Лют.          | Бер.          | Квіт.         | Трав.         | Черв.         | Лип.          | Серп.         | Вер.          | Жовт.         | Лист.         | Груд.         | Рік           |
| Абсолютний максимум, °C | 20,6          | 23,3          | 26,7          | 30,6          | 32,2          | 33,3          | 33,9          | 34,4          | 32,2          | 30,0          | 26,1          | 22,8          | 34,4          |
| Середній максимум, °C   | 5,6           | 7,7           | 12,8          | 18,4          | 22,4          | 25,7          | 27,1          | 26,8          | 24,0          | 18,9          | 12,9          | 7,3           | 17,5          |
| Середній мінімум, °C    | −4,6          | −3,2          | 0,9           | 5,8           | 10,0          | 13,9          | 16,0          | 15,6          | 12,1          | 6,3           | 1,8           | −2,6          | 6,0           |
| Абсолютний мінімум, °C  | −31,1         | −26,1         | −22,2         | −8,9          | −4,4          | −0,6          | 4,4           | 3,3           | −0,6          | −10           | −15,6         | −27,2         | −31,1         |
| Норма опадів, мм        | 94            | 97            | 109           | 107           | 114           | 107           | 135           | 99            | 89            | 71            | 89            | 91            | 1201          |
| Днів з опадами          | 15            | 14            | 14            | 13            | 14            | 13            | 14            | 12            | 10            | 10            | 12            | 13            | 155           |
| Днів зі снігом          | 8,6           | 7,5           | 4,2           | 1,7           | 0             | 0             | 0             | 0             | 0             | 0,3           | 2,2           | 6,6           | 31,1          |
| ----------------------- | ------------- | ------------- | ------------- | ------------- | ------------- | ------------- | ------------- | ------------- | ------------- | ------------- | ------------- | ------------- | ------------- |
| Джерело: Weatherbase    |               |               |               |               |               |               |               |               |               |               |               |               |               |

## Демографія
Згідно з переписом 2010 року, у місті мешкало 3286 осіб у 1488 домогосподарствах у складі 872 родин. Густота населення становила 415 осіб/км². Було 1659 помешкань (209/км²).
Расовий склад населення:
| - 96,1 % — білих - 1,0 % — чорних або афроамериканців - 0,9 % — азіатів - 0,1 % — корінних американців |

До двох чи більше рас належало 1,2 %. Частка іспаномовних становила 1,3 % від усіх жителів.
За віковим діапазоном населення розподілялося таким чином: 18,2 % — особи молодші 18 років, 65,0 % — особи у віці 18—64 років, 16,8 % — особи у віці 65 років та старші. Медіана віку мешканця становила 40,4 року. На 100 осіб жіночої статі у місті припадало 97,0 чоловіків; на 100 жінок у віці від 18 років та старших — 95,0 чоловіків також старших 18 років.
Середній дохід на одне домашнє господарство становив 79 792 долари США (медіана — 50 145), а середній дохід на одну сім'ю — 110 919 доларів (медіана — 69 500). Медіана доходів становила 59 485 доларів для чоловіків та 39 293 долари для жінок. За межею бідності перебувало 14,0 % осіб, у тому числі 19,0 % дітей у віці до 18 років та 2,1 % осіб у віці 65 років та старших.
Цивільне працевлаштоване населення становило 1425 осіб. Основні галузі зайнятості: освіта, охорона здоров'я та соціальна допомога — 31,6 %, роздрібна торгівля — 16,8 %, публічна адміністрація — 10,9 %, науковці, спеціалісти, менеджери — 7,4 %.

## Персоналії
- Джордж Кембелл Скотт (1927—1999) — американський актор, режисер та продюсер.